# Andriej Miedwiediew (saneczkarz)
Andriej Aleksandrowicz Miedwiediew (ros. Андрей Алекса́ндрович Медведев; ur. 14 października 1993 w Dmitrowie) – rosyjski saneczkarz, srebrny medalista mistrzostw świata juniorów i seniorów.

## Kariera
Pierwszy sukces w karierze osiągnął w 2012 roku, kiedy podczas mistrzostw świata juniorów w Königssee zdobył srebrny medal w zawodach drużynowych. Na rozgrywanych trzy lata później mistrzostwach świata w Siguldzie wspólnie z Tatjaną Iwanową, Siemionem Pawliczenko i Andriejem Bogdanowem zdobył kolejny srebrny medal w tej konkurencji. Pierwszy raz na podium zawodów Pucharu Świata stanął 5 grudnia 2015 roku w Lake Placid, zajmując trzecie miejsce w drużynie. Jak dotąd nie startował na igrzyskach olimpijskich.